# هنري كليفلاند بوتنام
هنري كليفلاند بوتنام (بالإنجليزية: Henry Cleveland Putnam)‏ هو شخصية أعمال أمريكي، ولد في 6 مارس 1832 في ماديسون في الولايات المتحدة، وتوفي في 25 يناير 1912.